# Edwin Redslob
Edwin Redslob, född 22 september i Weimar i Tyskland, död 24 januari 1973, var en tysk konsthistoriker, kulturpolitiker och publicist. Han är mest känd som Tysklands siste "Reichskunstwart" (statlig konstkommissionär) under Weimarrepubliken och för sin betydande roll i att forma den tyska kulturpolitiken under denna period.

## Biografi
Edwin Redslob föddes den 22 september 1884 i Weimar, Tyskland. Efter att ha studerat konsthistoria och humaniora vid flera universitet, inklusive universiteten i Heidelberg, Jena och München, etablerade han sig som en kunnig konsthistoriker och fick snabbt ett gott anseende i akademiska kretsar.

### Reichskunstwart under Weimarrepubliken
Redslob blev Reichskunstwart 1920, en position som innebar att han hade ansvaret för att främja och skydda den kulturella och konstnärliga utvecklingen i Tyskland. Hans roll innefattade att stödja konstnärer och konstnärliga rörelser samtidigt som han strävade efter att balansera modernism och traditionell tysk kultur. Han var en central figur i Tysklands kulturdebatt under Weimarperioden och engagerade sig i frågor om konstnärlig frihet och den nya republiken. Redslob var särskilt intresserad av att använda konsten som ett sätt att främja demokratisk utveckling och stärka den unga republiken efter första världskrigets förödelse.

### Under nazistregimen
Efter att nazisterna tog makten 1933 avskedades Redslob från sin position, eftersom hans kulturella vision, som stödde konstnärlig frihet och modernism, inte överensstämde med den nationalsocialistiska synen på konst. Han kom att leva ett tillbakadraget liv under större delen av nazisttiden, även om han fortsatte att verka som skribent och föreläsare.

### Efterkrigstiden och återupprättelse
Efter andra världskriget spelade Redslob en viktig roll i återuppbyggnaden av den tyska kultursektorn. Han blev professor i konsthistoria vid Freie Universität Berlin och en av grundarna av "Tagesspiegel", en av Berlins mest inflytelserika dagstidningar. Redslob arbetade också aktivt för att återupprätta konstens och kulturens plats i det tyska samhället efter krigets förstörelse, med särskilt fokus på att återintroducera demokratiska ideal i den kulturella sfären.

### Senare år och eftermäle
Edwin Redslob förblev en tongivande röst inom tysk konst och kultur fram till sin död den 24 januari 1973. Hans arbete, både som kulturpolitisk figur och akademiker, har haft ett varaktigt inflytande på tysk konsthistoria och kulturpolitik. Hans tid som Reichskunstwart under Weimarrepubliken betraktas som en avgörande period för modernismens utveckling i Tyskland och hans insatser för demokratisk kulturuppbyggnad efter kriget hyllas som betydelsefulla för det moderna Tysklands kulturella landskap.